# Spathius asanderoides
Spathius asanderoides är en stekelart som beskrevs av Sergey A. Belokobylskij och Maeto 2008. Spathius asanderoides ingår i släktet Spathius och familjen bracksteklar. Inga underarter finns listade i Catalogue of Life.